# 格维尔
格维尔是德国巴登-符腾堡州的一个市镇。总面积50.42平方公里，总人口4326人，其中男性2112人，女性2214人（2011年12月31日），人口密度86人/平方公里。